# Jens Gieseke (Politiker)

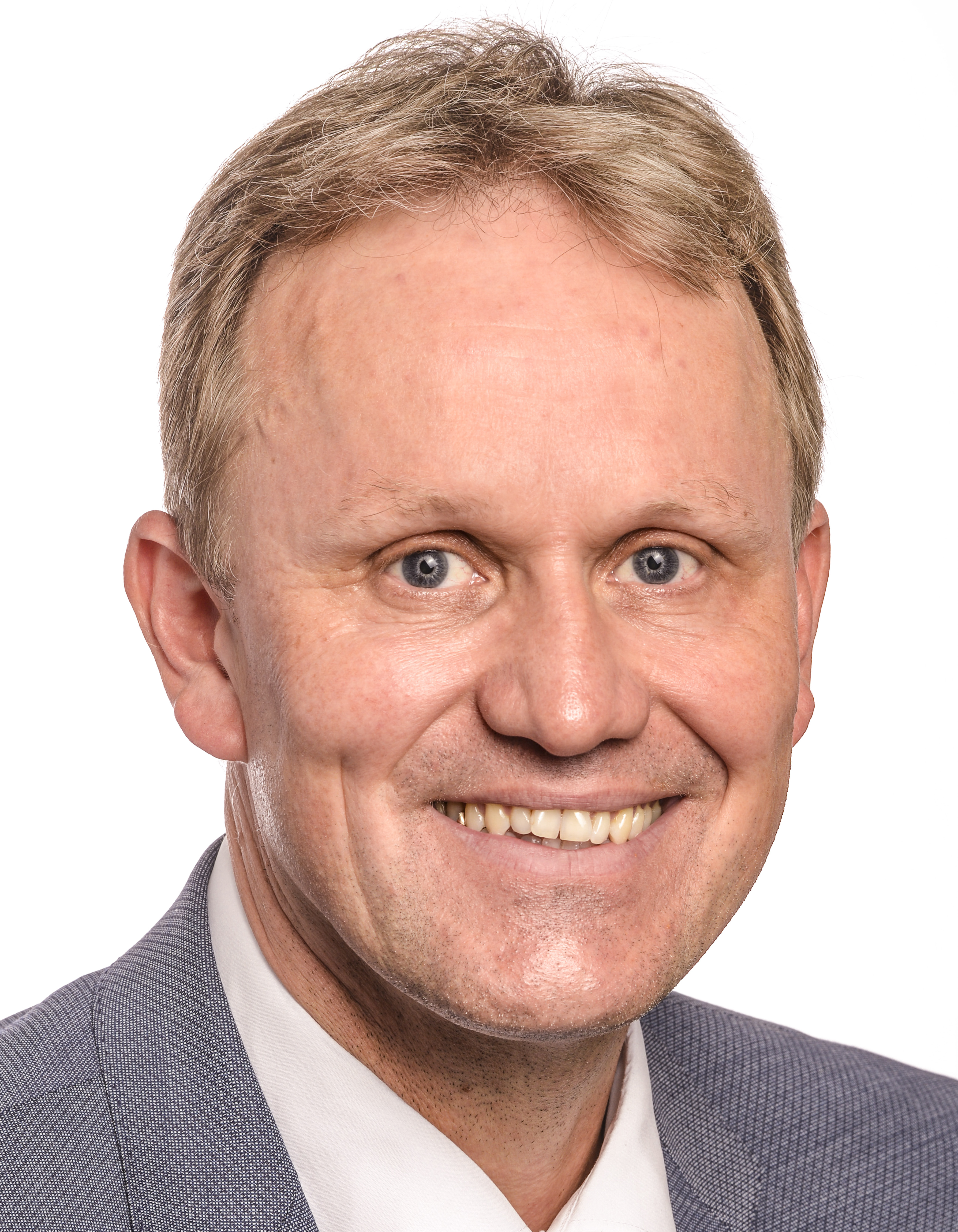
Jens Gieseke (2019)

Jens Gieseke (* 18. Mai 1971 in Lingen) ist ein deutscher Politiker (CDU). Er ist seit 2014 Mitglied des Europäischen Parlaments.

## Leben
Gieseke studierte Rechtswissenschaften an der Universität Osnabrück sowie in Lausanne und Freiburg im Breisgau. Er war parlamentarischer Referent im Europäischen Parlament und leitete das Verbindungsbüro des Flughafenverbandes ADV in Brüssel.
Gieseke ist verheiratet, hat drei Kinder und wohnt mit seiner Familie in Sögel.

## Politik
Seit der Europawahl 2014 ist Gieseke als Nachfolger von Hans-Gert Pöttering Abgeordneter der CDU-Landesliste Niedersachsen (Europäische Volkspartei) im Europäischen Parlament.
In seiner ersten Legislaturperiode von 2014 bis 2019 war Gieseke Mitglied des Ausschusses für Umwelt, öffentliche Gesundheit und Lebensmittelsicherheit sowie des Ausschusses für Landwirtschaft und ländliche Entwicklung sowie des Ausschusses für Fischerei. Zusätzlich war er Mitglied in der Indien-Delegation des Europäischen Parlaments.
Am 7. September 2018 wurde Jens Gieseke auf dem Landesparteitag der CDU mit einem Ergebnis von 92 % als Beisitzer in den Landesvorstand seiner Partei gewählt.
Bei der Europawahl 2019 wurde Gieseke erneut in das Europäische Parlament gewählt. In seiner zweiten Legislaturperiode ist Gieseke stellvertretender Vorsitzender des Ausschusses für Verkehr und Tourismus (TRAN) und stellvertretendes Mitglied in den Ausschüssen für Umweltfragen, öffentliche Gesundheit und Lebensmittelsicherheit (ENVI) sowie Industrie, Forschung und Energie (ITRE). Außerdem ist Gieseke stellvertretender Vorsitzender der Delegation für die Beziehungen zu den Ländern Mittelamerikas (DCAM). Zusammen mit der finnischen Europaabgeordneten Henna Virkkunen leitet er den Parlamentskreis Mittelstand der EVP-Fraktion. Darüber hinaus ist Gieseke verkehrspolitischer Sprecher der CDU/CSU-Gruppe im Europäischen Parlament.
Auf dem CDU Emslandparteitag am 8. Februar 2020 wurde Gieseke zum Vorsitzenden der CDU im Emsland gewählt.
Bei der Europawahl 2024 kandidierte Gieseke auf Platz 3 der niedersächsischen Landesliste und wurde wiedergewählt.